# Liste der Monuments historiques in Roinville (Essonne)
Die Liste der Monuments historiques in Roinville (Essonne) führt die Monuments historiques in der französischen Gemeinde Roinville auf.

## Liste der Bauwerke
| Bezeichnung          | Beschreibung | Standort        | Kennzeichnung | Schutzstatus | Datum | Bild |
| -------------------- | ------------ | --------------- | ------------- | ------------ | ----- | ---- |
| Schloss              |              | (Lage)          | PA00087990    | Inscrit      | 1945  |      |
| Kirche St-Denis      |              | (Lage)          | PA00087991    | Classé       | 1984  |      |
| Ferme de Châteaupers |              | Beauvais (Lage) | PA00087992    | Inscrit      | 1977  |      |

## Liste der Objekte
- Monuments historiques (Objekte) in Roinville (Essonne) in der Base Palissy des französischen Kultusministeriums